# Raema Lisa Rumbewas
Raema Lisa Rumbewas (Biak, 10 de septiembre de 1980-Jayapura, 14 de enero de 2024) fue una halterófila indonesia medallista olímpico y mundial, y prima de Nitya Krishinda Maheswari, jugadora de bádminton de Indonesia que participó en Río de Janeiro 2016.

## Carrera

### Juegos Olímpicos
Su primera aparición fue en Sídney 2000 donde ganó medalla de plata en el evento de -48kg solo detrás de Tara Nott de Estados Unidos por desempate al ser Nott de menor peso corporal luego de tener el mismo puntaje. Cuatro años después participaría pero en la categoría de -53kg, donde volvió a ganar la medalla de plata quedando detrás de Udomporn Polsak de Tailandia por más de 12 kilos de diferencia.
En 2008 tendría su tercera participación olímpica nuevamente en la categoría de -53kg, logrando ganar la medalla de bronce, siendo Prapawadee Jaroenrattanatarakoon de Tailandia la medalla de oro y Yoon Jin-hee de Corea del Sur la medalla de plata luego de que Nastassia Novikava de Bielorrusia, quien originalmente había ganado la medalla de bronce, fuera descalificada por dar positivo por Turinabol Oral y estanozolol.

### Campeonato Mundial
Ganó la medalla de plata en la edición de Santo Domingo 2006 en la categoría de -53kg donde quedaría detrás de Qiu Hongxia de China, que también impuso récord mundial en la prueba.

### Juegos Asiáticos
Su primera aparición se dio en la edición de Busan 2002 en la categoría en -48 kg donde ganó la medalla de bronce solo superada por Li Zhuo de China que ganó la medalla de oro y Kay Thi Win de Birmania que ganó la medalla de plata.
En 2006 participaría en la categoría de -53kg donde finalizó en cuarto lugar donde había empatado en punto con la ganadora de la medalla de bronce Yu Weili de Hong Kong pero perdió el desempate por tener más peso que Weili.
Su última aparición sería en Guangzhou 2010 en la categoría de -58kg donde finalizó en octavo lugar a 20 puntos del bronce.

### Juegos del Sudeste Asiático
Participó por primera vez en 2001 en Johor, Malasia en la categoría de -53kg en la que ganó la medalla de plata solo superada por Swe Swe Win de Birmania. En 2003 ganaría la medalla de bronce en la categoría de -53kg en donde Udomporn Polsak de Tailandia ganó la medalla de oro y Swe Swe Win de Birmania ganó la medalla de plata.
En 2005 ganaría la medalla de plata en la categoría de -58kg solo superada por Junpim Kuntatean de Tailandia, y en 2009 ganaría la medalla de oro en la categoría de -58kg.